# 小行星5819
小行星5819（英語：5819 Lauretta）是一颗围绕太阳公转的小行星。1989年10月29日，舒爾特·巴斯在托洛洛山发现了此天体。
这颗小行星的绝对星等为278.3286872263836等。